# توبراق كندي
توبراق‌ كندي هي قرية في مقاطعة بارس أباد، إيران. يقدر عدد سكانها بـ 653 نسمة بحسب إحصاء 2016.